# قرار مجلس الأمن التابع للأمم المتحدة رقم 812
قرار مجلس الأمن التابع للأمم المتحدة رقم 812، المعتمد بالإجماع في 12 مارس 1993، وبعد أن أعرب المجلس عن جزعه إزاء الحالة الإنسانية في رواندا بسبب الحرب الأهلية الجارية، ولا سيما عدد اللاجئين والمشردين الذين يشكلون تهديدا دوليا للسلم والأمن، دعا المجلس حكومة رواندا، والحركة الجمهورية الوطنية من أجل الديمقراطية والتنمية، والجبهة الوطنية الرواندية إلى احترام وقف إطلاق النار الذي وقع في 9 مارس 1993، وإلى تنفيذ اتفاقات أخرى التزمت بها. وكان هذا أول قرار يتعلق بالحالة في رواندا.
ودعا القرار الأمين العام بطرس بطرس غالي إلى النظر في إمكانية إسهام الأمم المتحدة في تعزيز جهود منظمة الوحدة الأفريقية في رواندا، بما في ذلك إمكانية إنشاء قوة دولية. وطلب أيضا إلى بطرس بطرس غالي أن ينظر في طلبي رواندا وأوغندا نشر مراقبين على طول حدودهما.
واختتم القرار 812 بمطالبة كلا الطرفين الروانديين بالتعاون مع الأمم المتحدة ومنظمة الوحدة الأفريقية، واستئناف مفاوضاتهما في 15 مارس 1993 على النحو المتفق عليه، ويحث كلا الطرفين على احترام القانون الإنساني الدولي.

## وصلات خارجية
- نص القرار في undocs.org